# Cécile Lauber
Cécile Lauber (* 13. Juli 1887 als Cécile Dietler in Luzern; † 16. April 1981 ebenda) war eine Schweizer Schriftstellerin.

## Leben
Cécile Dietler war eine Tochter von Hermann Dietler, einem Direktor der Gotthardbahn, sie hatte sieben ältere Geschwister. Sie besuchte die Kunstgewerbeschule Luzern, das Konservatorium in Lausanne und unternahm Studienreisen nach Italien und England. Ab 1911 erschienen erste literarische Arbeiten von ihr in der Zeitung Der Bund und im «Schweizerischen Frauenkalender» der von Clara Büttiker heraus gegeben wurde. 1913 heiratete sie den Juristen Werner Lauber und lebte mit ihm anfangs in Lausanne und ab 1918 in Luzern. Das Schwergewicht von Cécile Laubers künstlerischen Aktivitäten, zu denen auch die Malerei und Bildhauerei zählten, lag nunmehr auf der Literatur. Cécile Lauber verfasste Romane, Erzählungen, Essays, Gedichte und Dramen; ihre Werke sind von Humanismus und Liebe zur Natur geprägt. Eine innige Freundschaft verband Cécile Lauber mit der Frauenrechtlerin Agnes Debrit-Vogel. Die Beziehung der beiden verheirateten Frauen ist vor allem durch Laubers Briefe überliefert, die sich heute im Gosteli-Archiv befinden.
Lauber erhielt zwischen 1925 und 1964 vier Mal einen Preis der Schweizerischen Schillerstiftung, darunter 1964 den Gesamtwerkspreis für ihr erzählendes Werk, 1956 den Literaturpreis der Stadt Luzern sowie 1969 den Innerschweizer Literaturpreis.
Lauber starb 1981 in Luzern und wurde auf dem Friedhof Friedental beigesetzt.

## Werke
- Die Erzählung vom Leben und Tod des Robert Duggwyler, Leipzig 1922
- Die Versündigung an den Kindern, Leipzig 1924
- Die Wandlung, Leipzig 1929
- Der Gang in die Natur, Leipzig 1930
- Chinesische Nippes, Zürich [u. a.] 1931
- Das kleine Mädchen mit den Schwefelhölzchen, Berlin 1931
- Der dunkle Tag, Zürich [u. a.] 1933
- Die verlorene Magd, Horw-Luzern 1934
- Die Kanzel der Mutter, Bremen 1936
- Gedichte, Bremen 1937
- Geschenk eines Sommers, Leipzig 1938
- Stumme Natur, Berlin 1939
- Tiere in meinem Leben, St. Gallen 1940
- Nala, Zürich 1942
- Musiker-Bildnisse, Olten 1943
- Wiedersehen mit Madame Bovary, Olten 1943
- Ein Gastspiel, Karlsruhe 1946
- Land deiner Mutter, Zürich
  - 1 (1946)
  - 2 (1950)
  - 3 (1950)
  - 4 (1952)
- Luzern, Bern 1947
- Gesammelte Gedichte, St. Gallen 1955
- In der Gewalt der Dinge, Frauenfeld 1961
- Romane, Erzählungen, Novellen, Lyrik, Aphorismen, Genf [u. a.] 1968
- Gesammelte Werke, Bern
  - 1. Die Wandlung. Legenden. Tiere in meinem Leben. Nala, 1971
  - 2. Stumme Natur. Erzählungen. Chinesische Nippes. Lyrik, 1971
  - 3. In der Gewalt der Dinge. Novellen. Aufsätze. Aphorismen, 1972
  - 4. Robert Duggwyler. Frühe Novellen. Dramatik, 1972
  - 5. Land deiner Mutter 1, 1970
  - 6. Land deiner Mutter 2, 1970

## Schriften
- Lo-Foh, Chinesische Novellette, 1918[2]
- Das Gottesurteil, 1921[3]

## Ausstellungskataloge
- Cécile Lauber, Aquarelle, Luzern 1974